# Kriegerdenkmal Demker
Das Kriegerdenkmal Demker ist ein denkmalgeschütztes Kriegerdenkmal im Ortsteil Demker der Stadt Tangerhütte in Sachsen-Anhalt. Im örtlichen Denkmalverzeichnis ist das Kriegerdenkmal unter der Erfassungsnummer 094 75931 als Kleindenkmal verzeichnet.

## Allgemeines
Das Kriegerdenkmal in Demker befindet sich an der Dorfstraße. Es handelt sich dabei um eine Stele, die mit einem Eisernen Kreuz mit Eichenlaub und vier Kugeln verziert ist. Auf der Vorderseite und Rückseite ist jeweils eine Gedenktafel angebracht.